# Casa Trunov

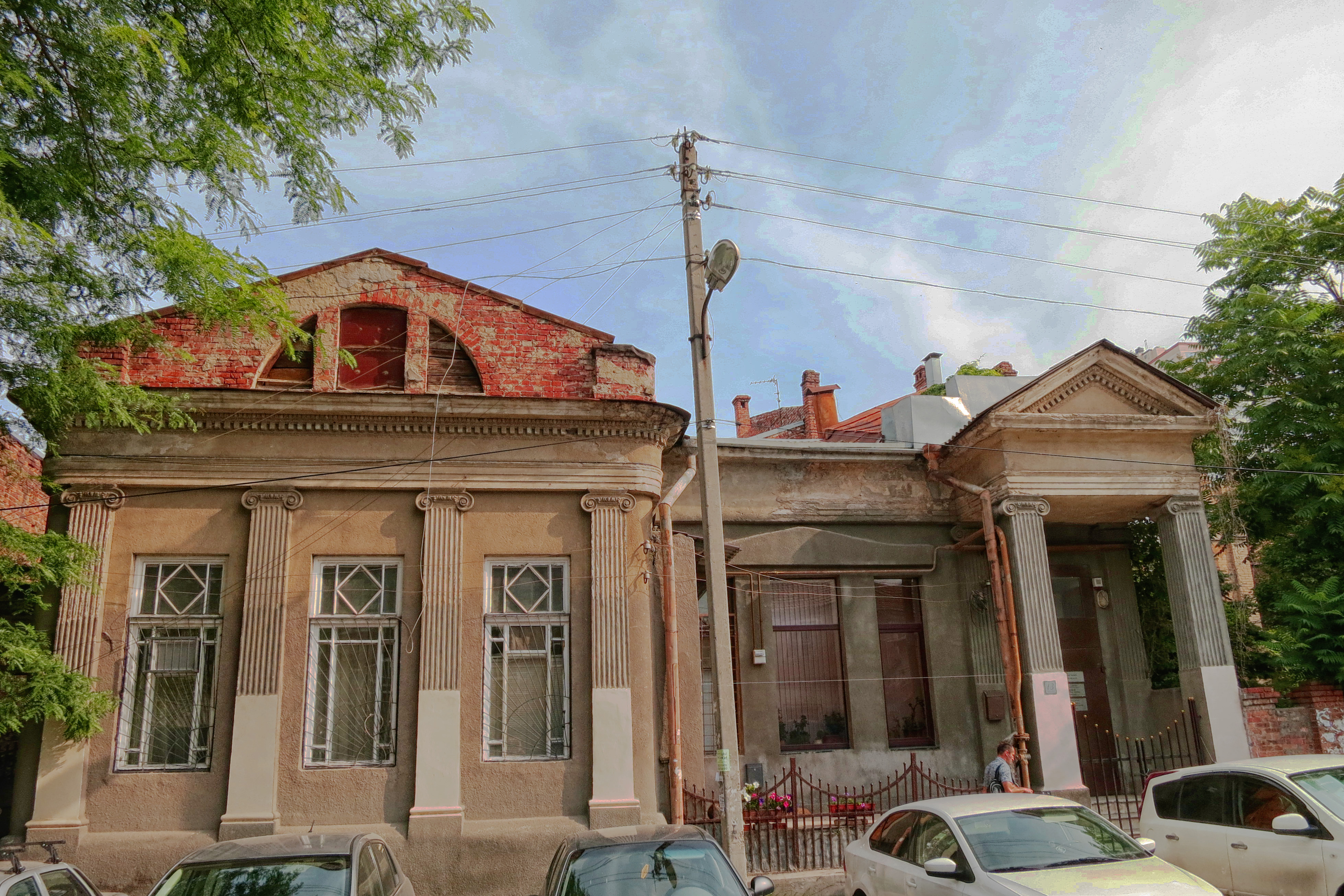
La Casa Trunov

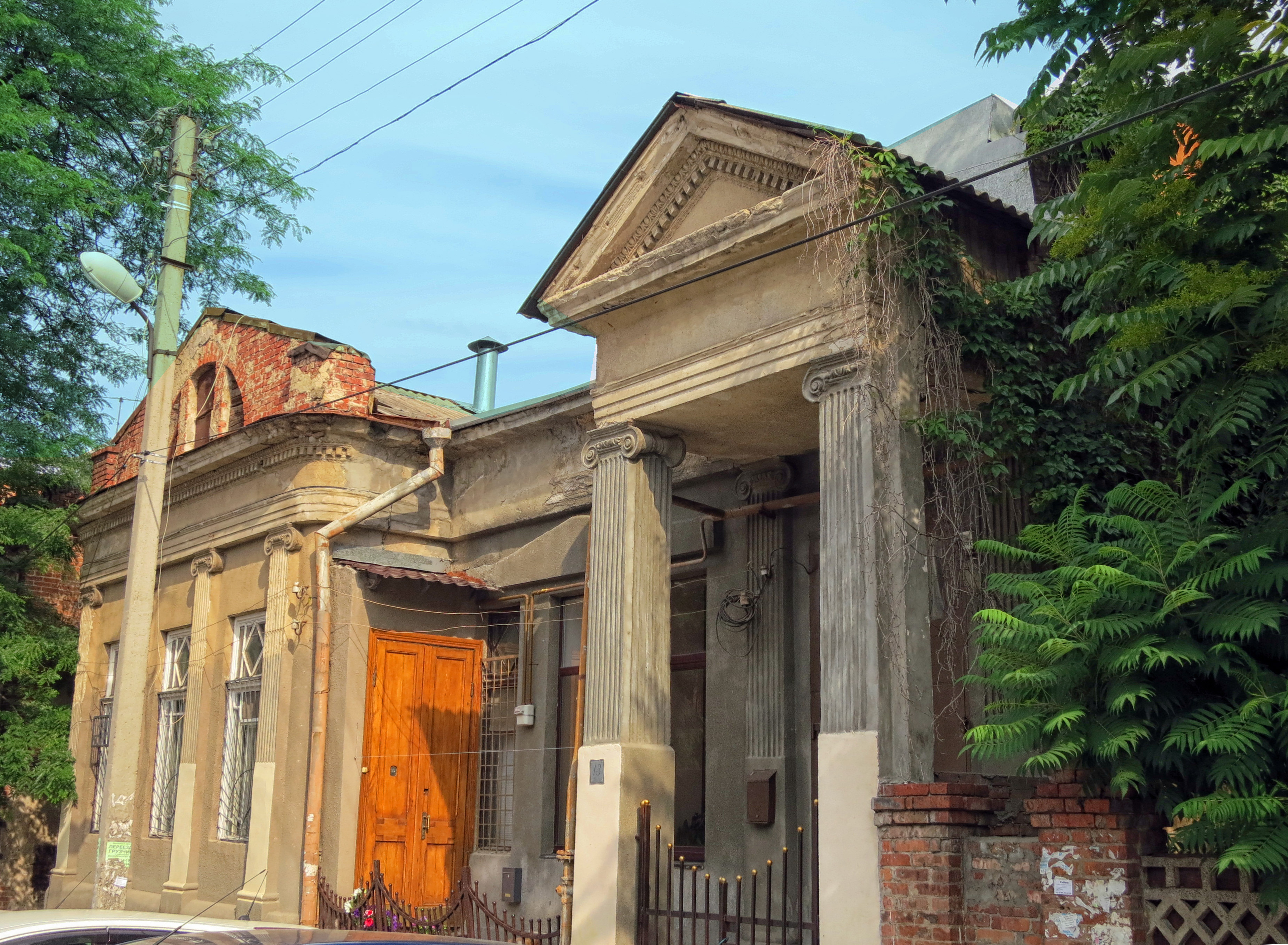
La Casa Trunov

La Casa Trunov (en ruso: Особняк Трунова, tr. Osobnyak Trunova) es una casa histórica construida a finales del siglo XIX y principios del XX, situada en el número 13 de la calle Temernitskaya en Rostov del Don, Rusia.

## Historia
En la década de 1880 el edificio era propiedad del comerciante de vinos de Nakhchivan Jeremiah Ayvazov. En 1888 la casa fue comprada por George Trunov, quien estableció un taller en el patio.
Después de 1907 la casa fue propiedad del hermano de George, Ivan. Después de unos años, Ivan Trunov hipotecó la casa y consiguió en el banco 2.500 rublos. En 1914, la casa fue comprada por Eudoxia Rudukhina por 5.000 rublos. La casa fue nacionalizada en 1920. En el siglo XXI, el edificio está ocupado por oficinas de abogados.

## Arquitectura
El edificio es asimétrico y está construido con yeso cubierto de ladrillos. La entrada está en el lado derecho, decorada con columnas y un pórtico, mientras que la parte izquierda está hecha de pilastras.
El edificio está incluido en el registro de monumentos arquitectónicos. 